# Palais de la Banque d'Italie (Bologne)
Pour les articles homonymes, voir Palais de la Banque d'Italie (homonymie).
Le Palazzo della Banca d'Italia (initialement appelé Palazzo della Banca Nazionale) est un palais de Bologne. Quelques années après l'unification de l'Italie, il abritait la succursale locale de la Banque d'Italie.

## Histoire
Construit sur la centrale Piazza Cavour sur un projet de l'architecte Antonio Cipolla, le bâtiment a été construit à partir de 1865 et achevé dans les années suivantes. Depuis l'achèvement des travaux, il est occupé par les bureaux de la Banque d'Italie.

## Décorations
Le portique et les intérieurs sont décorés de peintures de Gaetano Lodi, en particulier chaque voûte du portique représente, avec des couleurs vives, un épisode historique, de l'histoire la plus ancienne, jusqu'aux épisodes plus récents liés à l'unification de l'Italie.

## Galerie

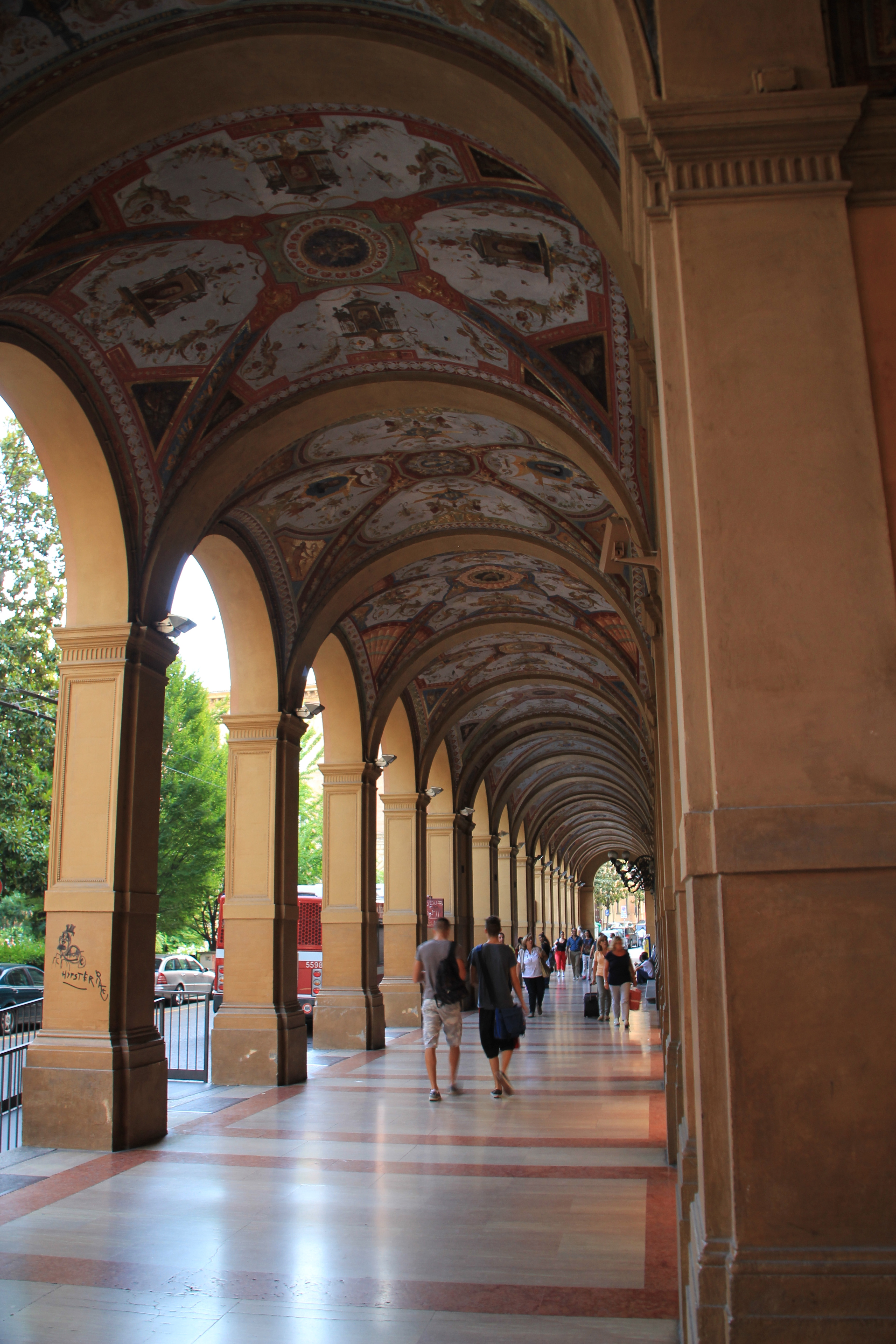
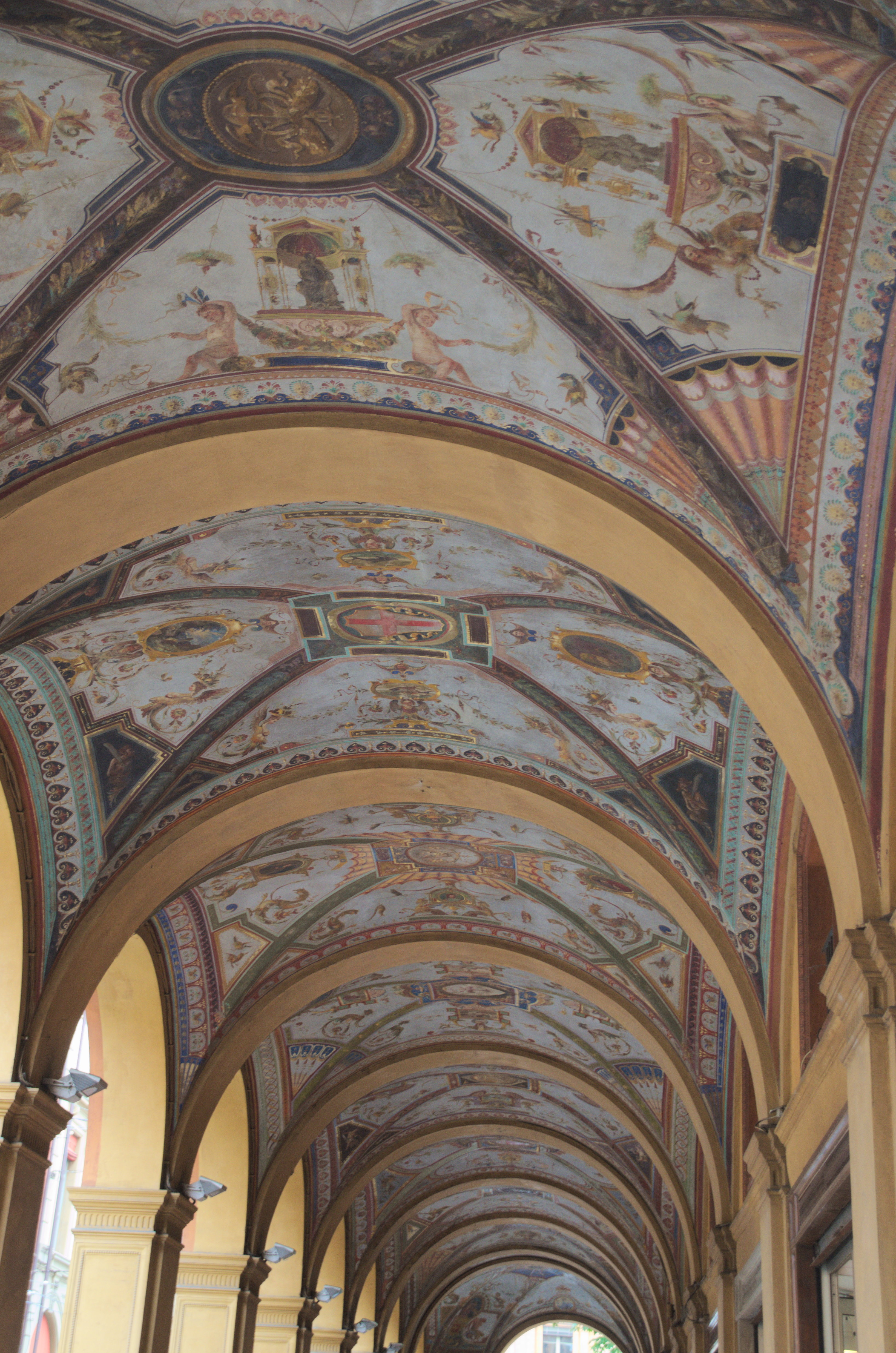
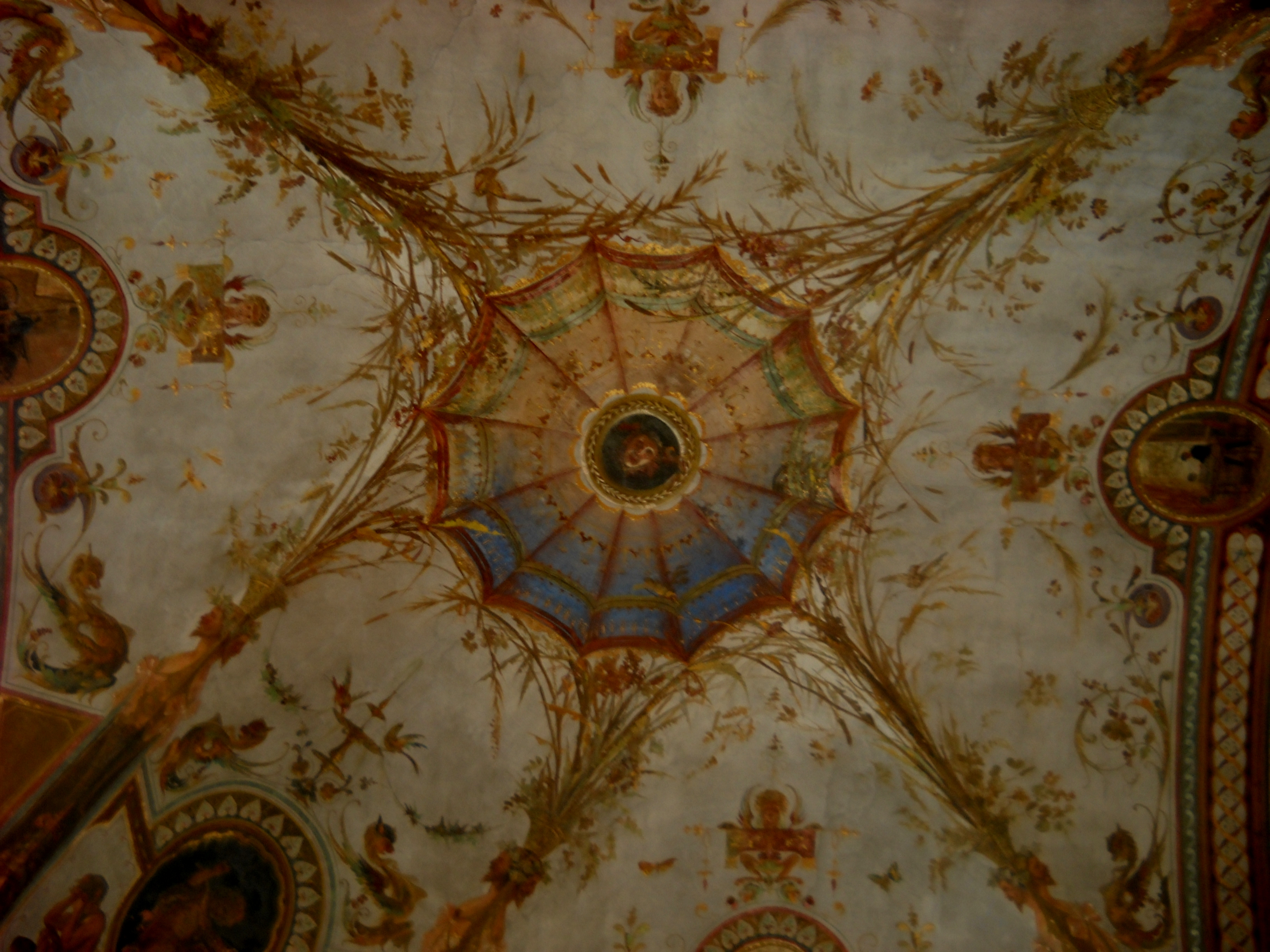
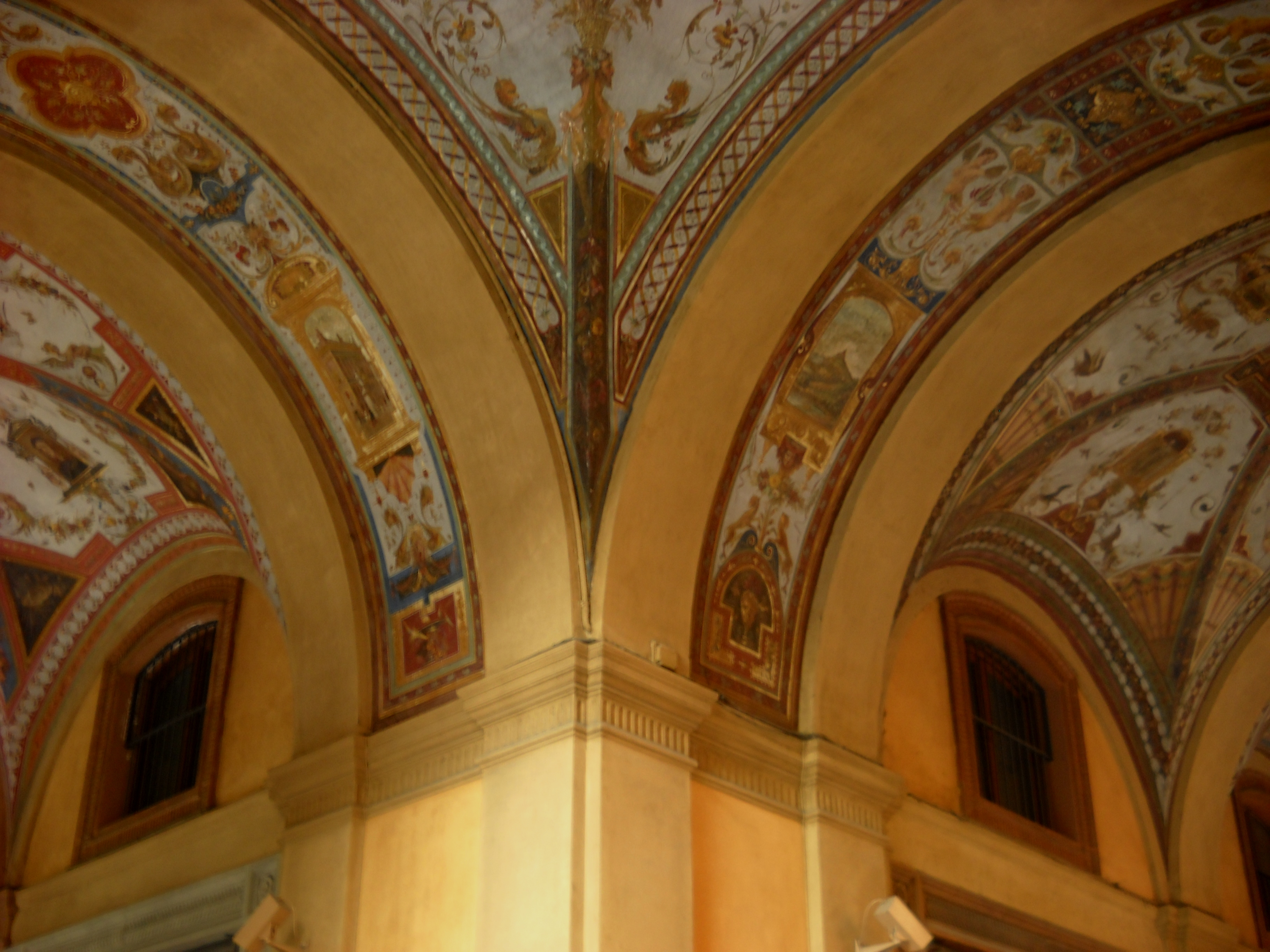
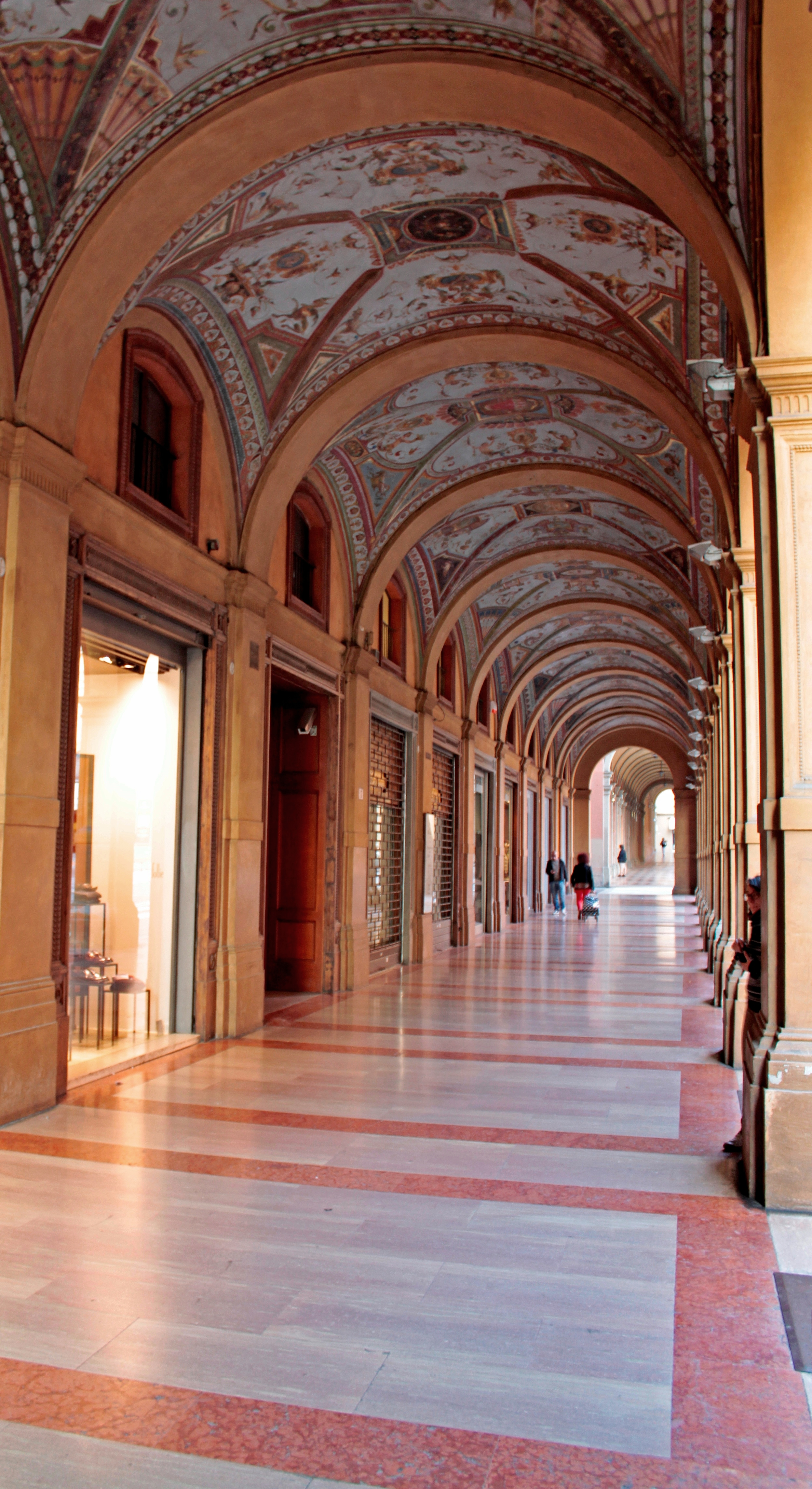
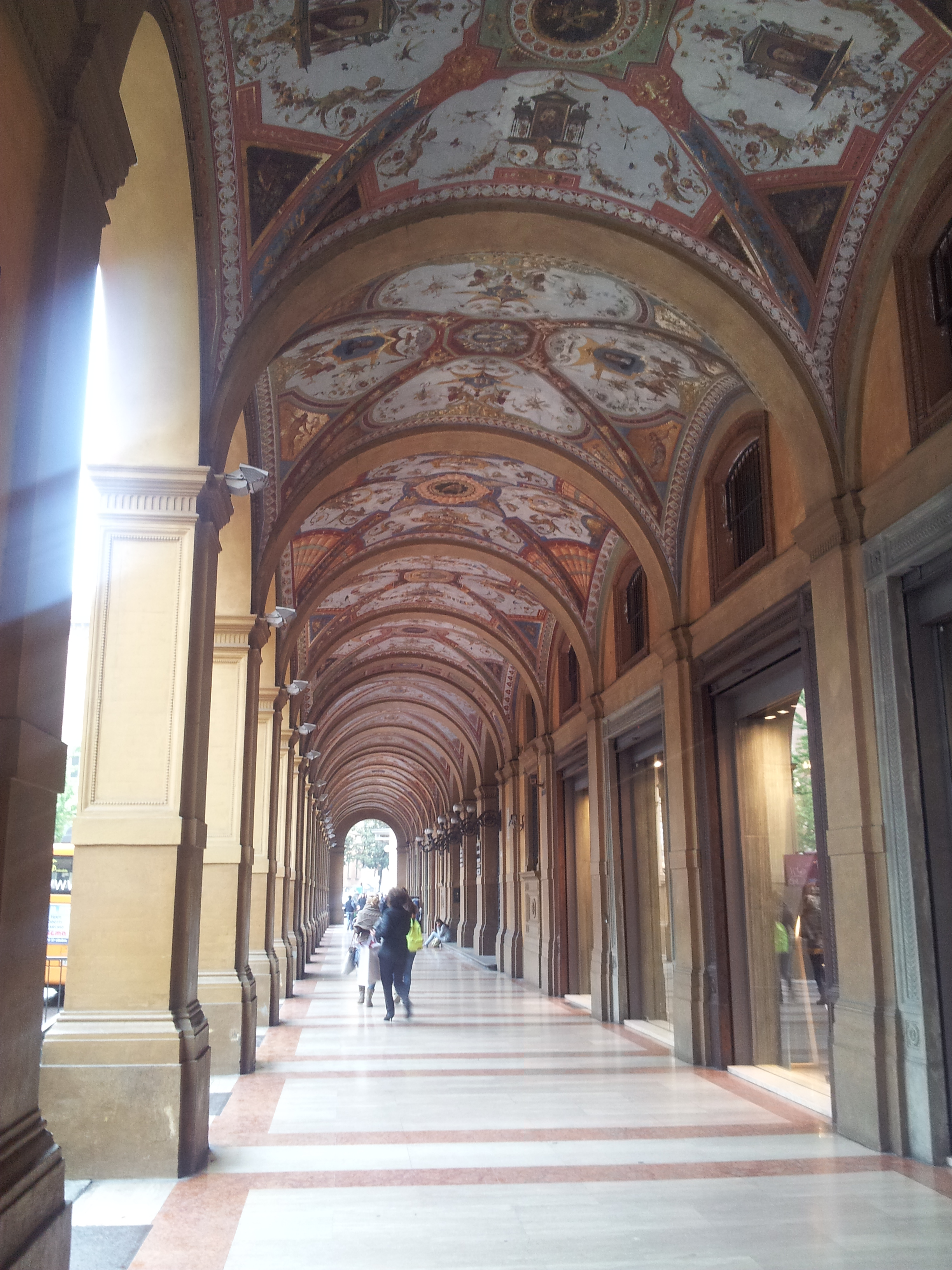
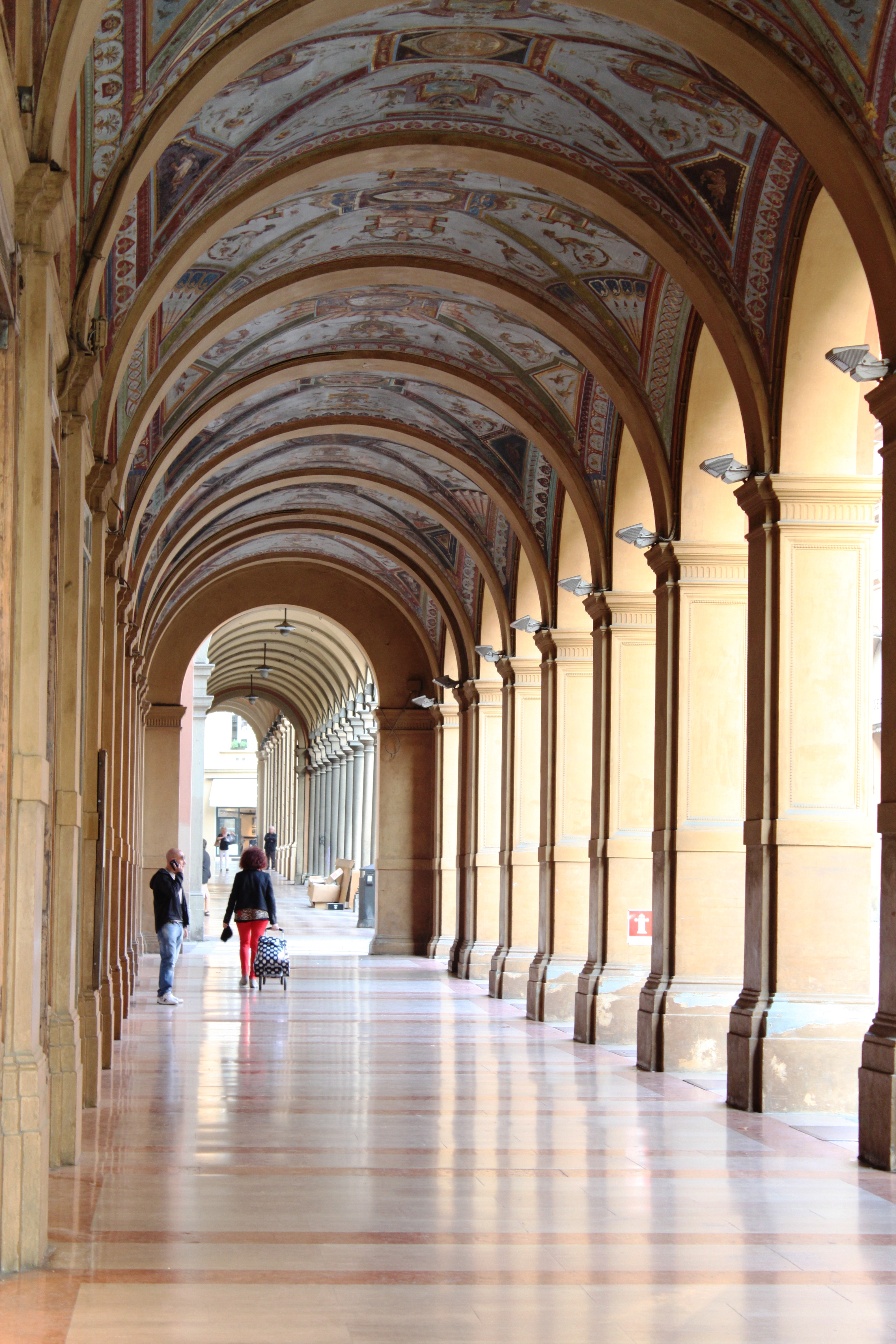
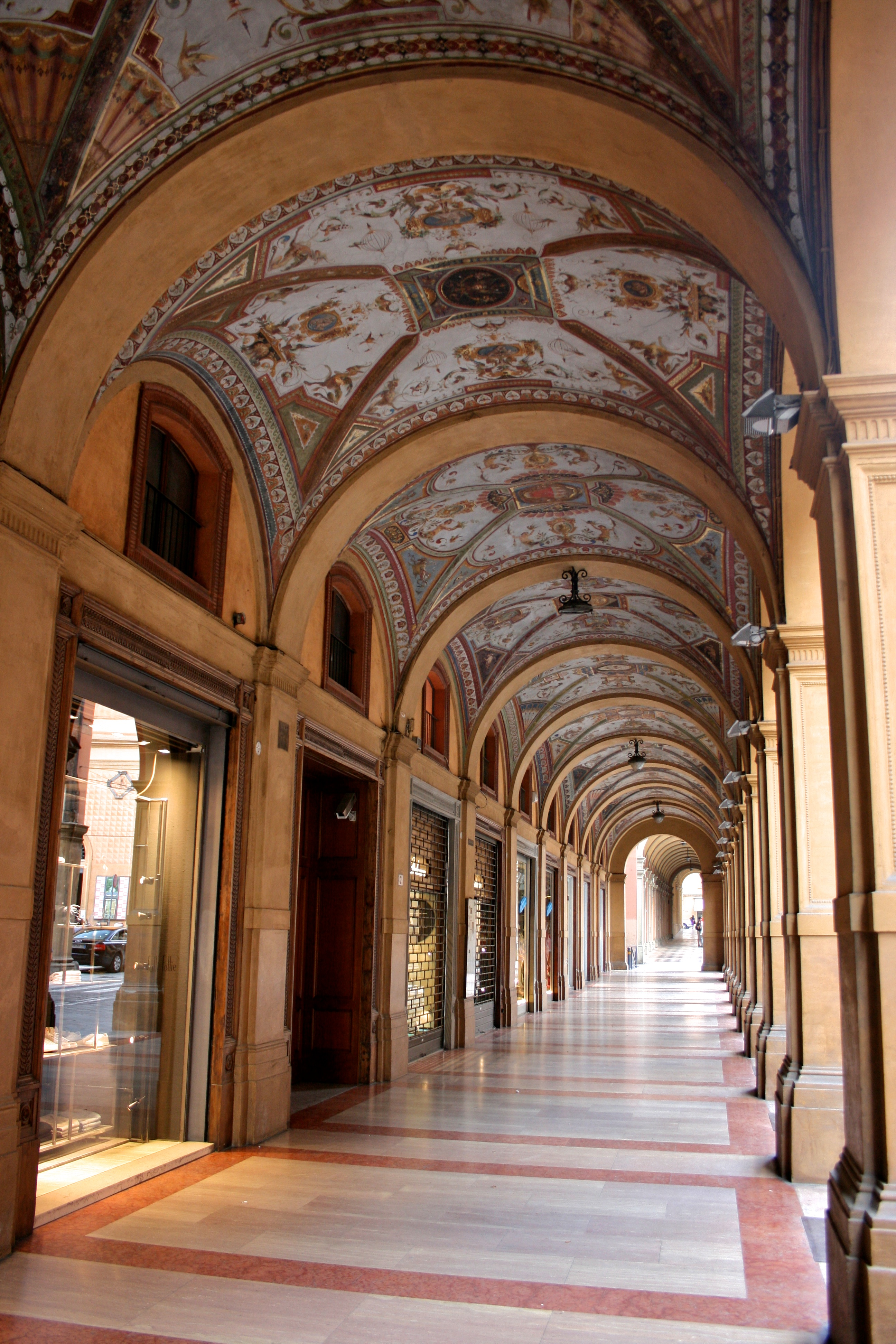
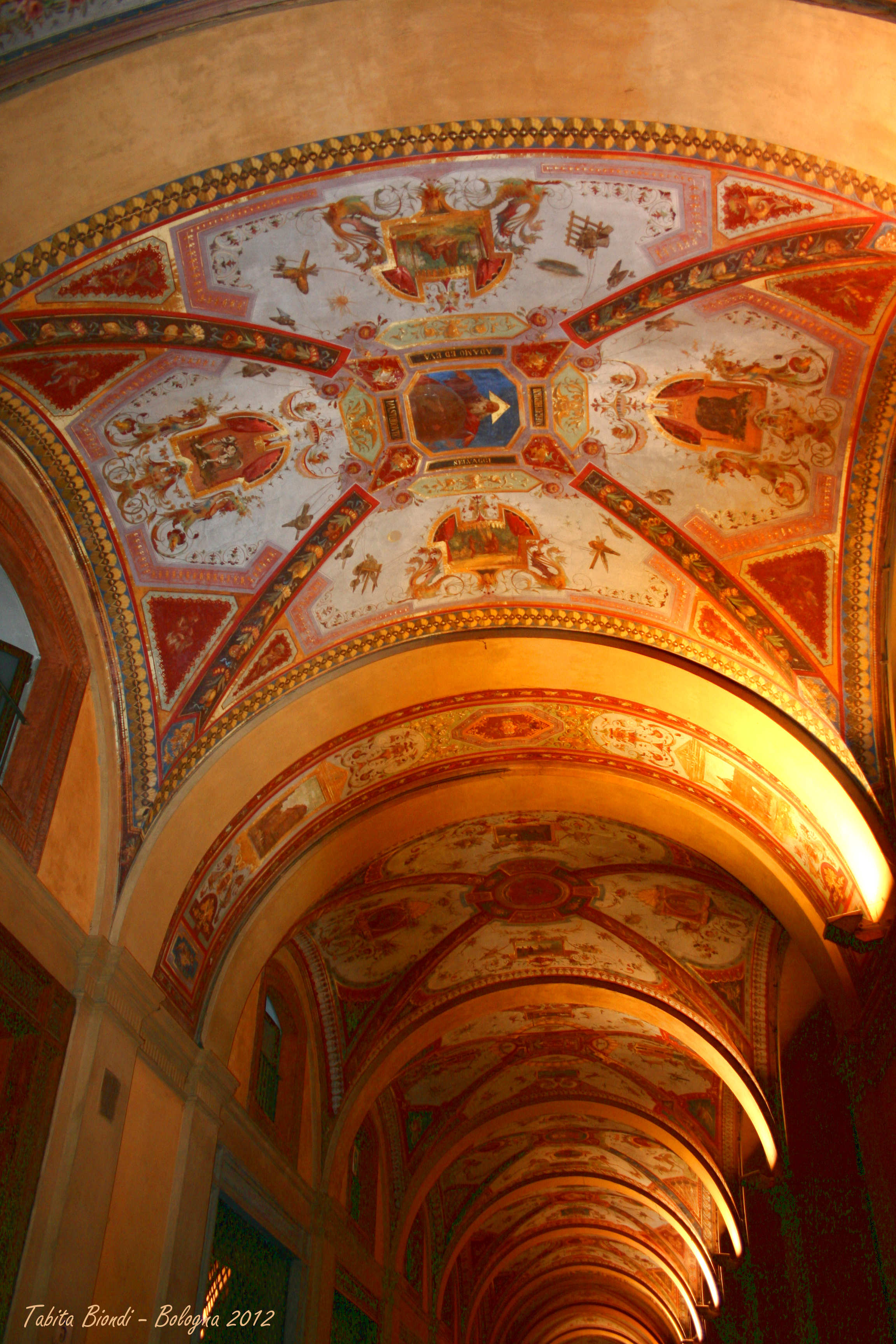